# Поташи (Могилёвская область)
Пота́ши (бел. Паташы) — деревня в составе Савского сельсовета Горецкого района Могилёвской области Республики Беларусь.

## Население
- 1999 год — 21 человек
- 2010 год — 1 человек